# Isla Shannon
La isla Shannon (en danés: Shannon Ø) es una isla ribereña localizada en aguas del mar de Groenlandia, frente a la costa nororiental de Groenlandia, al este de Hochstetter Foreland. Tiene una superficie de 1.466 km², que la convierten en la novena isla mayor de Groenlandia y en la 279.ª del mundo. 
La isla Shannon está deshabitada y es parte del Parque Nacional del noreste de Groenlandia, que comprende toda la parte nordeste de Groenlandia.

## Historia
Fue nombrada por Douglas Charles Clavering en su expedición de 1823 a bordo del HMS Griper en recuerdo de una fragata de la Royal Navy, la HMS Shannon, de 38 cañones, en la que había servido anteriormente como guardiamarina al mando de Sir Philip Broke.